# Paratorchus falcifer
Paratorchus falcifer – gatunek chrząszczy z rodziny kusakowatych i podrodziny Osoriinae.
Gatunek ten opisany został w 1984 roku przez H. Pauline McColl jako Paratrochus falcifer. Jeszcze w tym samym roku ta sama autorka zmieniła nazwę rodzaju na Paratorchus, w związku z wcześniejszym użyciem poprzedniej nazwy dla rodzaju mięczaków.
Chrząszcz o walcowatym ciele długości od 2,7 do 3,8 mm, barwy rudobrązowej z rudymi odnóżami i czułkami. Wierzch ciała ma delikatnie punktowany oraz owłosiony. Długość szczecinek jest nie mniejsza niż odległości między nimi. Owalne oczy złożone buduje 5–6 płaskich omatidiów. Przedplecze ma od 0,54 do 0,59 mm długości i podobnie jak pokrywy ma wyraźną siateczkowatą mikrorzeźbę. Odwłok ma dziewiąty tergit niezbyt silnie wydłużony ku tyłowi w dwa spiczaste wyrostki tylne o średnim rozstawie. U samca ósmy sternit odwłoka ma płytkie wgłębienie środkowe. Narząd kopulacyjny samca ma długi, sierpowaty i zwężony na szczycie wyrostek boczny, krótki i szeroki dodatkowy wyrostek boczny oraz długą część rurkowatą. Samicę cechuje wydłużona spermateka o wymiarach 0,175 × 0,08 mm, wyposażona w guzowatość wierzchołkową.
Owad endemiczny dla Nowej Zelandii, znany tylko z południowej części Wyspy Północnej. Spotykany jest w ściółce i próchnicy.